# Syzygium myrtoides
Syzygium myrtoides là một loài thực vật có hoa trong Họ Đào kim nương. Loài này được (A.Gray) R.Schmid miêu tả khoa học đầu tiên năm 1972.